# Acacia bancroftii
Acacia bancroftii é uma espécie de leguminosa do gênero Acacia, pertencente à família Fabaceae.